# Estrada Nacional n.º 1 (Moçambique)
A estrada Nacional nº 1, mais conhecida pelo seu prefixo N1 e por vezes equivocadamente por EN-1, é uma rodovia do tipo longitudinal moçambicana, que atravessa o país de norte a sul. Segundo as disposições da rede de estradas moçambicanas, liga a cidade de Pemba, na província de Cabo Delgado, à cidade de Maputo, a capital nacional.
É a maior e mais importante rodovia moçambicana, com 2477 km de extensão, atravessando algumas das mais ricas e povoadas áreas do território nacional, sendo pelo menos seis zonas de capitais provinciais, a saber: Maputo, Xai-Xai, Maxixe/Inhambane, Nicoadala/Quelimane, Nampula e Pemba. Dá acesso a todos os cinco grandes portos da nação (Beira, Pemba, Maputo-Matola, Nacala e Quelimane), ainda servindo de conexão aos caminhos de ferro de Ressano Garcia, Goba, Limpopo, Machipanda, Sena e Nacala.
Ao norte sua continuação se dá pelas rodovias N14, N380 e R762, através das quais acessa-se o interior de Cabo Delgado e o extremo-norte moçambicano. Ao sul sua continuação é dada pela rodovia N4, pela ponte Catembe-Maputo e pela rodovia R403, chegando ao extremo-sul da nação.
Até 2017 ainda estava em estado avançado de degradação, apresentando risco de acidentes. O estado das infraestruturas ainda é herança das guerras e sucessivas crises econômicas moçambicanas.
Seu trecho entre Sofala e Inhambane está concedido à iniciativa privada.